# حلمی ضیا اولکر

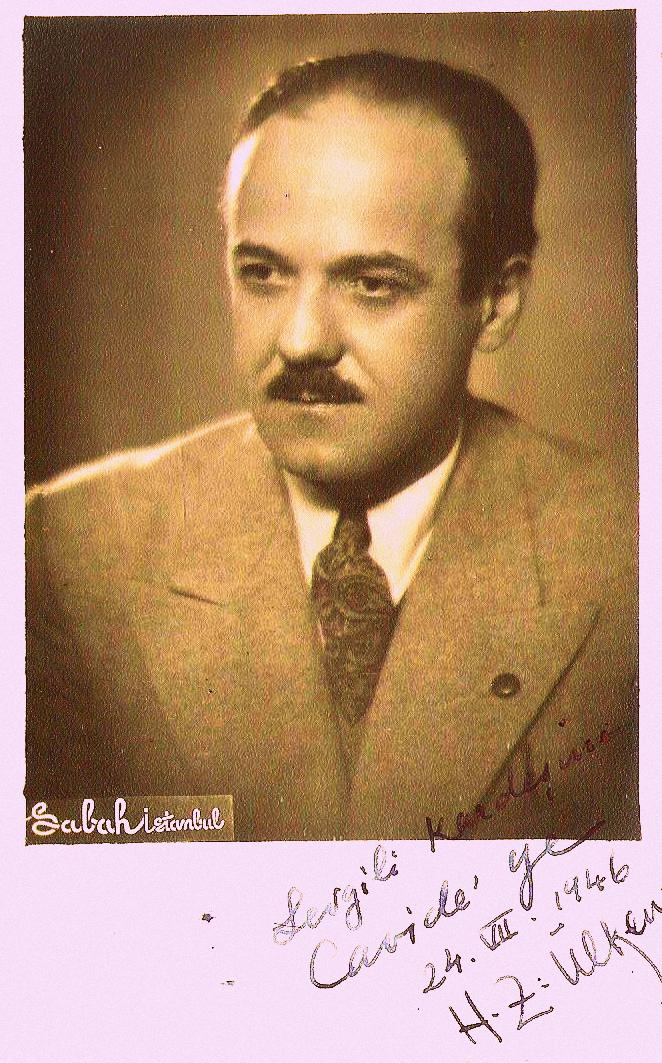
نگارهٔ حلمی ضیا اولکن، فیلسوف اهل ترکیه - ۱۹۴۶

حلمی ضیا اولکن (۱۹۰۱–۱۹۷۴) فیلسوف اهل ترکیه بود. او مؤلف کتاب «تاریخ اندیشه ترکی» و ارائه‌کننده نظریات مهمی در تدوین هویت ترکی بوده‌است.

## زندگی
در ۱۹۱۸ از دبیرستان سلطنتی استانبول و در ۱۹۲۱ از دانشکده علوم سیاسی دانشگاه آنکارا فارغ‌التحصیل شد. در همان سال به عنوان استادیار دارلفنون عثمانی (امروز دانشگاه استانبول) کرسی جغرافیای انسانی در دانشکده ادبیات استخدام شد و تاریخ فلسفه و جامعه‌شناسی را در همان دانشکده تحصیل کرد.
وی تا سال ۱۹۳۳ به تدریس جامعه‌شناسی، فلسفه، تاریخ و جغرافیا پرداخت. پس از چاپ کتابهای خود با عنوان جامعه اجتماعیات (۱۹۳۱) و تاریخ دقیق ترک (۱۹۳۳، ۲ جلد) در ۱۹۳۴ برای تحصیلات تخصصی خود به آلمان رفت.
در ۱۹۳۵ پس از بازگشت به ترکیه به عنوان دانشیار در کرسی تاریخ اندیشه ترکی در دانشکده ادبیات منصوب شد
در سال ۱۹۴۴ استاد شد و در ۱۹۵۷ استاد سر گروه شد. در سال ۱۹۷۳بازنشسته شد.
بین سالهای ۱۹۳۸–۱۹۴۳ مجله Human را منتشر کرد و مجله جامعه‌شناسی دانشکده ادبیات را مدیریت کرد.
وی با مطالعات خود در مورد تاریخ اندیشه ترکی، کمک‌های مهمی به علوم اجتماعی کرد.
در ۵ ژوئن ۱۹۷۴ در استانبول درگذشت.

## مطالعات
هنگام تدریس در دبیرستان گالاتاسرای «تاریخ اندیشه ترکی» را در دو جلد نوشت که باعث شهرت او شد.
مصطفی کمال آتاتورک این کتاب را بسیار خوب ارزیابی کرده و با اولکن دیدار کرد.
یکی از خدمات مهم وی در تاریخ فلسفه تحقیق سیستماتیک فلسفه و اندیشه جهان اسلام است.
اولکن نشان داد که دانته برای تألیف اثر خود کمدی الهی از مفهوم آفرینش و آخرت در اسلام و از «فتوحات المکیه» ابن عربی ایده گرفته‌است.

## کارهای عمده
- مطالعات عمومی اجتماعی (۱۹۳۱)
- اخلاق عشق (۱۹۳۱)
- تاریخ اندیشه ترکی (۱۹۳۳–۱۹۳۴)
- میهن‌پرستی انسانی (۱۹۳۳)
- گلچین فیلسوفان ترک (۱۹۳۵)
- مقدمه ای بر عرفان ترکی در مشغله (۱۹۳۵)
- تاریخچه آموزه‌های اجتماعی (۱۹۴۰)
- ضیا گوکالپ (۱۹۴۲)
- جامعه‌شناسی دینی (۱۹۴۳)
- مکالمات با شیطان (۱۹۴۳)
- اندیشه اسلامی (۱۹۴۶)
- اخلاق (۱۹۴۶)
- ملت و شعور تاریخ (۱۹۴۸)
- مشکلات جامعه‌شناسی (۱۹۵۳)
- جانشینی و جامعه (۱۹۵۷)
- امتناع از ماتریالیسم تاریخی (۱۹۵۸)
- تاریخ اندیشه معاصر در ترکیه (۱۹۶۶)
- فلسفه آموزشی (۱۹۶۸)
- فلسفه اسلامی (۱۹۶۹)
- بودن و بودن (۱۹۶۹)
- دانش و ارزش
- روح و بدن هردو مهم است
- ساختار جامعه و شجره نامه

## رمان‌ها
- نامه (۱۹۴۱)
- نیمه انسان (۱۹۴۲)